# یواس‌اس آلبای (۱۸۸۶)
یواس‌اس آلبای (۱۸۸۶) (به انگلیسی: USS Albay (1886)) یک کشتی بود که طول آن ۱۰۰ فوت (۳۰ متر) بود. این کشتی در سال ۱۸۸۶ ساخته شد.